# Carnaval de Panamá
Los Carnavales de Panamá, son festejados por cuatro días consecutivos, anteriores al Miércoles de ceniza. Esta festividad de Panamá termina el miércoles a las 6 de la mañana con el entierro de la sardina. 
Las festividades del carnaval panameño inician el viernes por la noche con la coronación de la Reina del Carnaval.
Ya el sábado por la mañana continúa con las “mojaderas” o "culecos" que son realizadas en plazas públicas o privadas con camiones cisternas que rocían agua de río durante el día y parte de la tarde acompañados de música popular; luego en la noche se dan los desfiles y paradas con reinas portando disfraces propios del carnaval a bordo de carros alegóricos acompañadas de comparsas y tunas, paralelo a estas actividades se realizan, plazas y avenidas. En el año 1910 se celebraron 100 años de carnavales en la Ciudad Capital.

## Antecedentes
Los primeros carnavales de Panamá se realizaron en las épocas coloniales donde grupos nutridos de individuos se disfrazaban de rey y reina de España, de soldados conquistadores, esclavos e indios que partían desde playa Peña Prieta, Avenida Balboa hasta parte de lo que hoy es el Parque de Santa Ana, simulando batallas. 

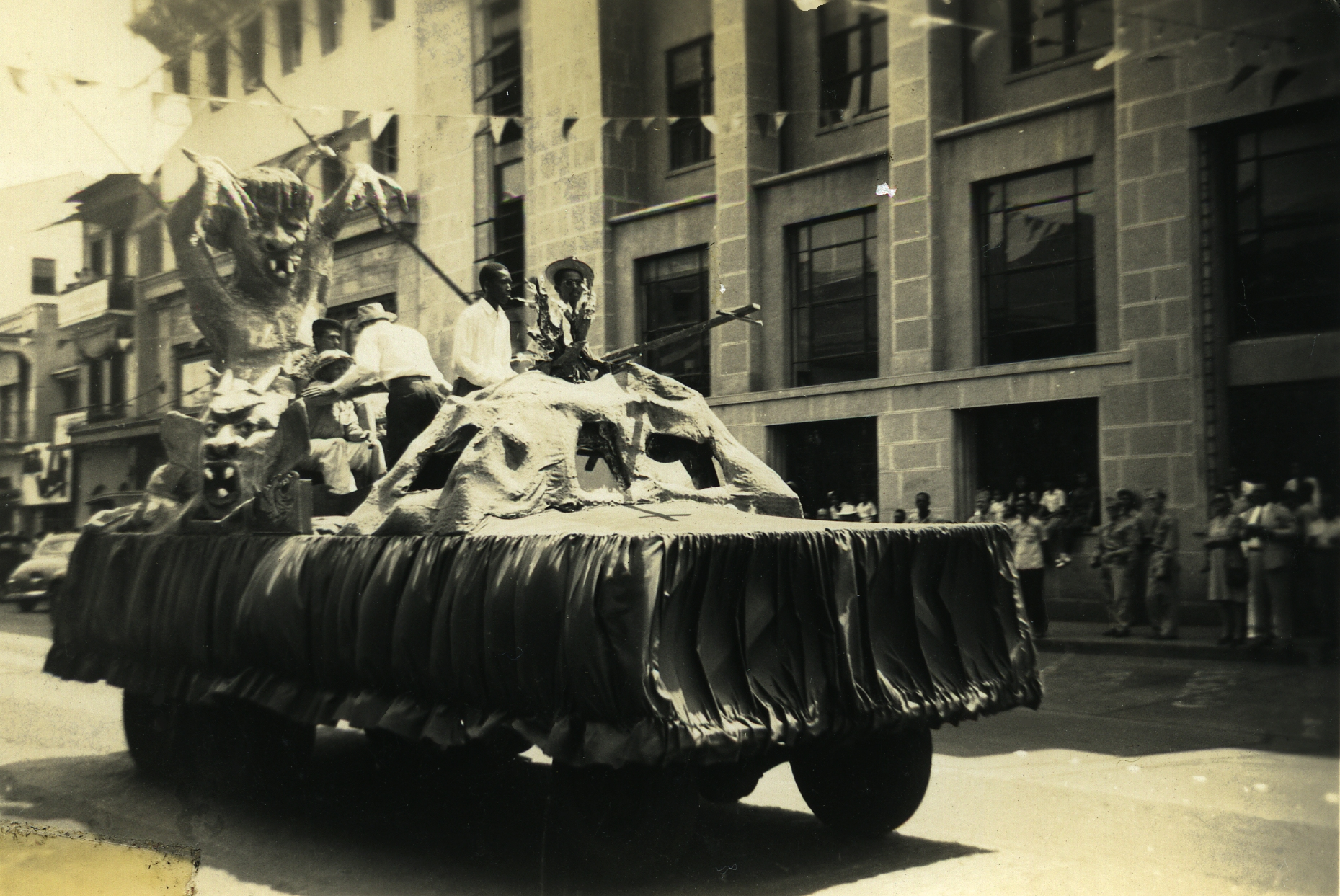
Carnaval de Panamá en 1946

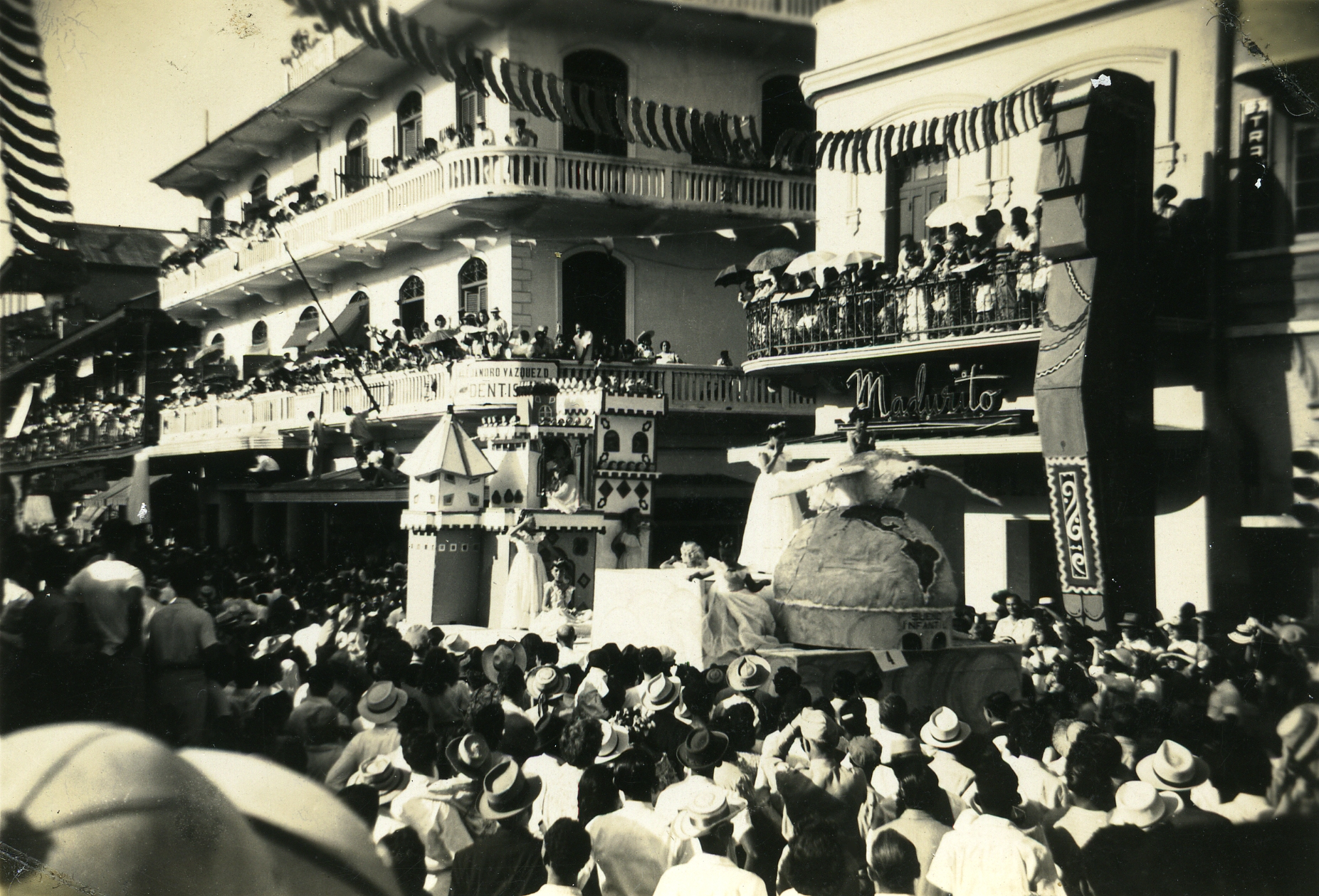
Carroza del Carnaval en 1946

Sin embargo, no fue hasta 1910 que por medio de un decreto alcaldicio, el alcalde de Panamá, José Agustín Arango oficializó los mismos. Para encabezar la celebración era necesario elegir una reina y así se hizo en el Club Unión, la primera soberana resultó ser Manuelita Vallarino, quien gozó la fama de ser una de las mujeres más bellas de Panamá hasta el día de su muerte. Así fueron pasando año tras año las sucesoras de Manuelita primera en una época donde se daban festejos populares y comparsas callejeras con toldos y bailes en áreas como El Chorrillo, festividades a las que asistían las reinas del Club Unión para compartir la alegría que reinaba en la ciudad. Todo se desenvolvía bajo el respeto mutuo y la consideración.

## Tradición
Muchos pueblos del interior del país, las reinas de carnaval son las representantes de barrios contrarios (Calle Arriba y Calle Abajo, lo más tradicional y en algunos casos hasta "Calle de En Medio") y durante el desfile van acompañadas de una multitud de personas (tunas) las cuales dan muestras de rivalidad como parte de la celebración y tradición popular. 

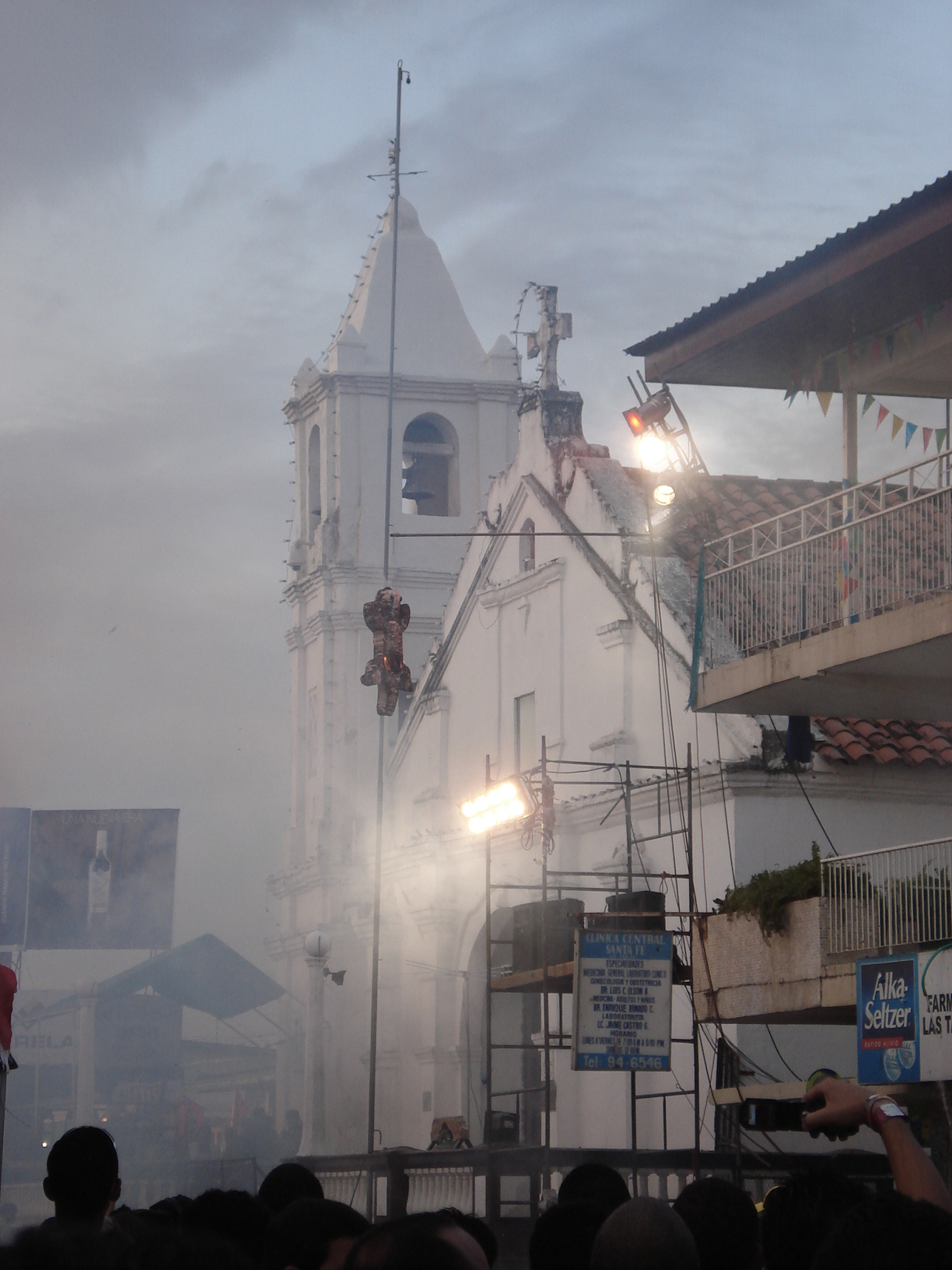
humo de pólvora por el topón en las afueras de la Parroquia de Santa Librada

Cada Tuna sale con dos carros, el primero lleno de damas y el segundo donde va la reina y sus princesas. Cada vez que su reina va a salir, tiran fuegos artificiales, también se tiran durante el paseo de la reina. Durante las cinco noches se dan unas series de temas con relación a una característica en especial: 
- El viernes sale la reina saliente en un carro nuevo, igual que una noche de carnaval, luego se procede a la coronación de la reina entrante en la sede de cada tuna.
- El sábado en la noche, la reina sale con su disfraz de coronación.
- El domingo en la noche se sale primero a pie con tuna de caja y tambor y luego paseo con murga con el traje típico. Además, la vestimenta tradicional como la pollera se usa en actos culturales específicos, en especial los domingos por la noche, cuando las reinas suelen desfilar con trajes inspirados en temas nacionales o indígenas. Estos elementos convierten al carnaval en una expresión profunda de la identidad cultural panameña.

nacional, la pollera, y un tema relativo a una fantasía nacional surgida de la historia, literatura, flora, fauna o mitología indígena. 
- El lunes es el día de más lujo. Se sale con un disfraz gigante y se trata que sea el día de más gala.
- El martes último día y jamás menos importante, en el que en la noche sale engalanando con su disfraz (no hay un tema específico)

A eso de las 5 de la mañana del miércoles de ceniza, comienza "El Topón", que no es más que la quema de cohetes y fuegos artificiales para indicar: Triunfo, finalización del carnaval y para medir fuerzas entre las tunas.

## Tradiciones y eventos
Las festividades del carnaval inician el viernes por la noche con la coronación de la Reina del Carnaval y continúan hasta el martes con distintas actividades diurnas y nocturnas. 

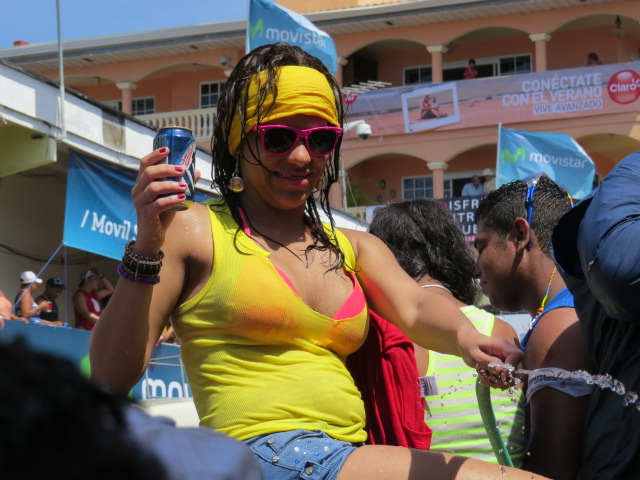
Mojadera_-water_festival_04

El miércoles a las 6 de la mañana se realiza el tradicional "entierro de la sardina", que simboliza el fin de la fiesta y el inicio de la penitencia cuaresmal.
Entre las principales actividades están:
- Culecos o mojaderas: celebraciones diurnas donde los asistentes son rociados con agua desde camiones cisternas, mientras disfrutan de música en vivo y DJs.
- Desfiles nocturnos: comparsas, carrozas iluminadas y reinas con elaborados disfraces recorren las calles principales.
- Conciertos y presentaciones artísticas: artistas nacionales e internacionales se presentan en tarimas instaladas en plazas públicas.
- "Topón": el último acto competitivo entre las tunas rivales, con música, fuegos artificiales y algarabía popular.

## Localidades destacadas

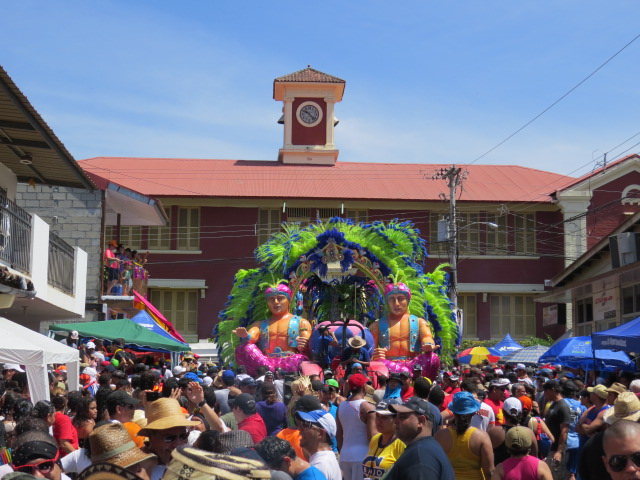
Carnaval en Las Tablas

#### Las Tablas (Provincia de Los Santos)
Considerada la capital del carnaval panameño, con la emblemática rivalidad entre Calle Arriba y Calle Abajo. Cada tuna despliega reinas, murgas, seguidores y fuegos artificiales en desfiles fastuosos. Esta tradición tiene más de 50 años, y se remonta a celebraciones entre dos sectores de la ciudad: La Ermita de la Santa Cruz y Calidonia. El evento culmina con el Topón, el martes de carnaval, cuando ambas tunas se enfrentan en un duelo de lujo, música y fuegos artificiales.

#### La Villa de Los Santos (Provincia de Los Santos)
Reconocida por su enfoque tradicional y folklórico. Las celebraciones incluyen comparsas con atuendos típicos, bailes folklóricos y una gran participación comunitaria. Representa uno de los carnavales más auténticos del interior del país.

#### Penonomé (Provincia de Coclé)
Famoso por su distintivo carnaval acuático, donde culecos, fuentes, piscinas móviles y camiones cisterna empapan a los asistentes. Este carnaval es único en su tipo en Panamá y se realiza en pleno centro de la ciudad. Atrae a miles de visitantes cada año por su ambiente refrescante, familiar y festivo.

#### Ciudad de Panamá
El carnaval capitalino se celebra en la Cinta Costera, bajo la organización de la Autoridad de Turismo de Panamá. Cuenta con tarimas musicales, conciertos, culecos, desfiles de carrozas y actividades culturales. La ciudad recibe a miles de asistentes, convirtiéndose en uno de los eventos más masivos del país.

#### Chitré (Provincia de Herrera)
Chitré celebra sus carnavales tanto en el centro de la ciudad como en la comunidad de Monagrillo. Destacan sus reinas, mojaderas y comparsas locales. La festividad es conocida por su ambiente alegre y por mantener vivas las tradiciones del Azuero.

#### Santiago (Provincia de Veraguas)
Santiago organiza sus carnavales en la avenida central, con desfiles, tarimas musicales y comparsas. Es una celebración popular en la región central, reconocida por su carácter familiar y su ambiente festivo continuo.

#### David y Dolega (Provincia de Chiriquí)
David realiza carnavales con conciertos, culecos y desfiles. Dolega, por su parte, incorpora elementos rurales y urbanos en sus celebraciones, con fuerte participación comunitaria. Ambos reflejan la diversidad cultural de Chiriquí.

#### Aguadulce (Provincia de Coclé)
Aguadulce destaca por su ambiente familiar y mojaderas en plazas públicas. Las carrozas y comparsas son organizadas por grupos comunitarios, manteniendo un carácter tradicional y participativo.

#### Provincia de Colón
El carnaval colonense se distingue por su fuerte influencia afroantillana. Se escuchan ritmos como calipso, soca y reggae, y las festividades reflejan el orgullo cultural de la población afrodescendiente de la región.

#### La Chorrera (Provincia de Panamá Oeste)
Ubicada cerca de la capital, La Chorrera ha incrementado su popularidad carnavalesca en los últimos años. Se realizan mojaderas, conciertos y desfiles en un ambiente mixto de tradición e innovación.

## Carnavalitos
El viernes y el sábado siguiente a estos días de carnaval se realizan los carnavalitos que son consideradas las fiestas del pueblo, ya que para los carnavales, vienen muchos turistas del país y del extranjero. El viernes en la noche se usa un traje de gala y la corona. El sábado hay un culecos con disfraz y en la noche es un paseo con disfraz (1 solo carro en las noches). Generalmente el carnavalito es algo rehusado del carnaval.

## Música y cultura

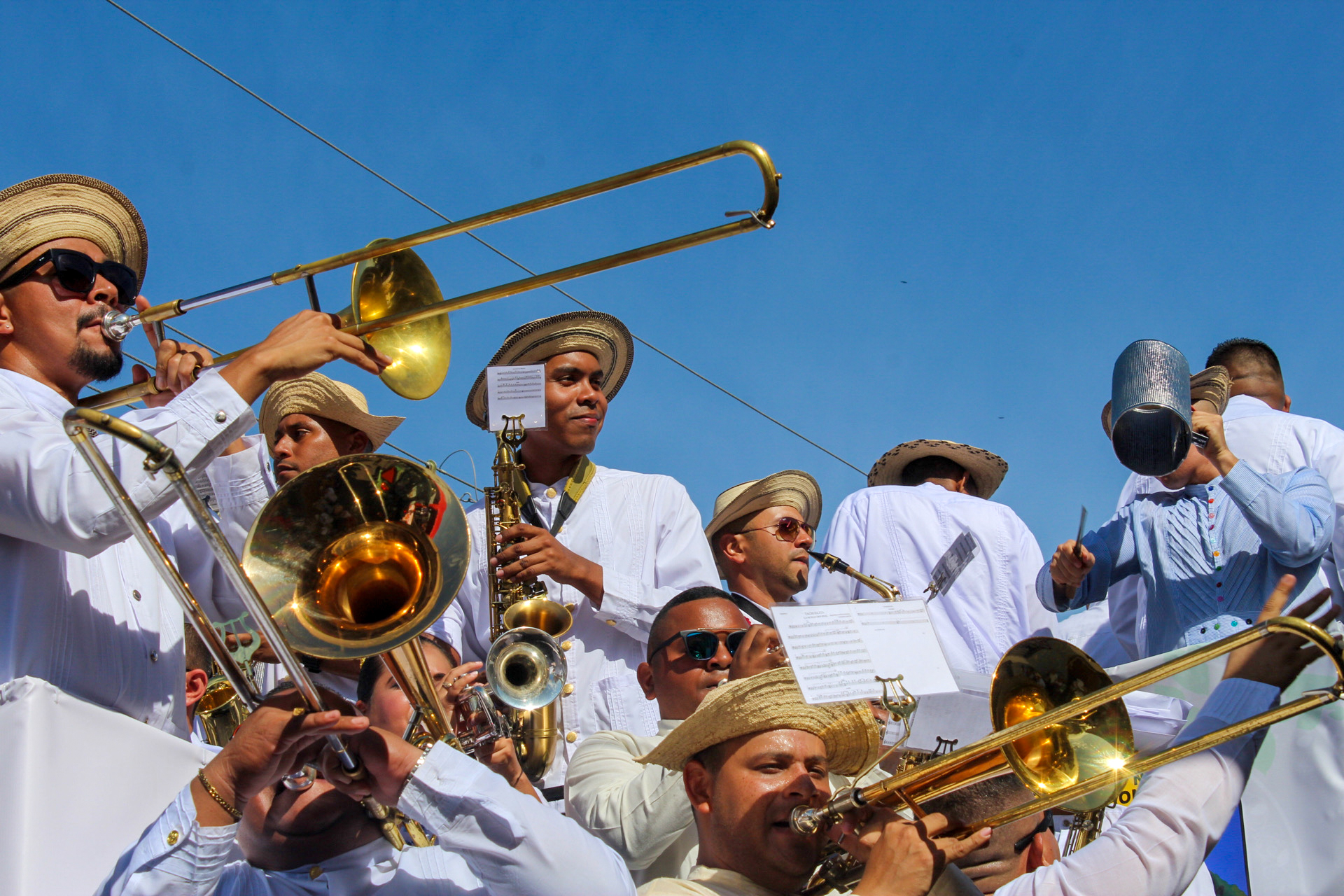
Grupo tocando Murga de Panamá

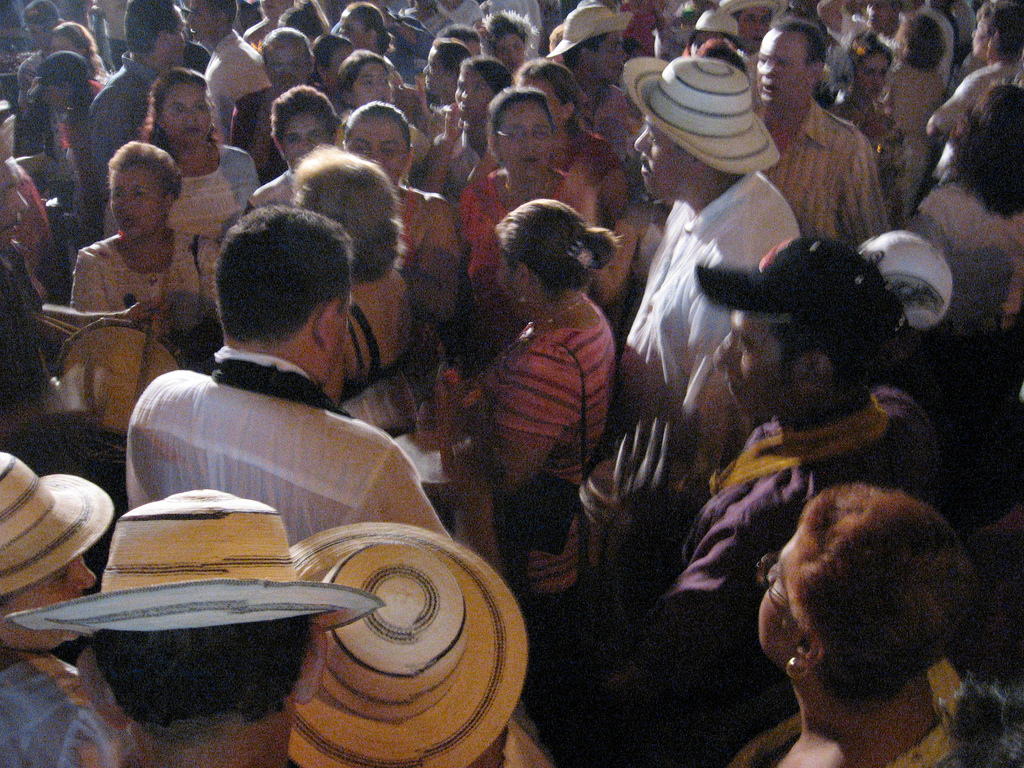
"Tuna" del carnaval

La música es uno de los componentes centrales del carnaval panameño. Durante los culecos y desfiles se escuchan géneros como la murga, la plena, el típico panameño, la salsa, el reggae en español, el calipso y la soca. Las tunas (bandas que acompañan a las reinas) interpretan música en vivo durante los desfiles nocturnos, y las reinas también utilizan esta música como forma de mostrar la fuerza de su representación. 
Además de su diversidad de géneros musicales, el Carnaval de Panamá se ha consolidado como una plataforma cultural que promueve la producción artística local. Las presentaciones musicales en tarimas principales —ubicadas en ciudades como Las Tablas y la Cinta Costera de Ciudad de Panamá— reúnen a artistas nacionales e internacionales que interpretan tanto repertorios tradicionales como música contemporánea. Cada año, distintos intérpretes compiten por lanzar la llamada "canción del carnaval", un tema que logre popularizarse durante las festividades y que muchas veces refleja aspectos de la identidad panameña o del humor local. Las tunas —agrupaciones musicales que acompañan a las reinas de Calle Arriba y Calle Abajo— son otro elemento distintivo, con composiciones propias que se ejecutan en vivo y forman parte de la rivalidad simbólica entre ambas calles. Estas expresiones musicales no solo dinamizan el ambiente festivo, sino que también refuerzan el sentido de pertenencia y la continuidad de prácticas culturales populares.

## Impacto económico y turístico

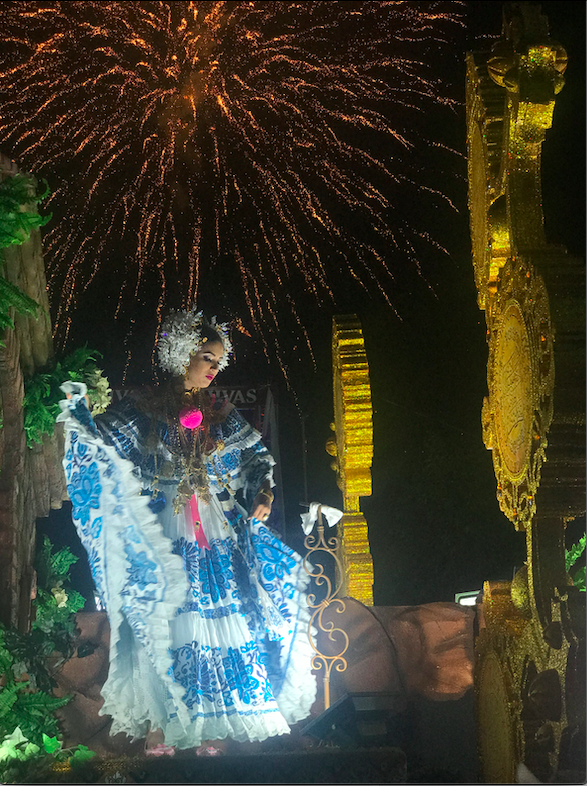
Reina del Carnaval con su Pollera

El Carnaval de Panamá genera un importante impulso económico, particularmente en las provincias donde la celebración tiene mayor arraigo. Según estimaciones de la Autoridad de Turismo de Panamá, en años recientes el evento ha generado más de 200 millones de balboas en ingresos por concepto de turismo, transporte, alojamiento, alimentos, bebidas y entretenimiento.
El evento también requiere una movilización masiva de seguridad pública, servicios de salud, limpieza y logística, lo que ha motivado al Estado panameño a reglamentar y apoyar institucionalmente su desarrollo, en especial en áreas como la Cinta Costera de la ciudad de Panamá.

## Curiosidades del Carnaval de Panamá
- La canción La Murga de Panamá (1971), popularizada por Willie Colón y Héctor Lavoe, fue inspirada por los ritmos de las murgas panameñas que los músicos presenciaron durante una visita al país.[15][16]

- Las murgas del Carnaval de Panamá, caracterizadas por su percusión intensa y metales, influyeron en la música de las comparsas del Carnaval de Barranquilla, Colombia, especialmente a partir de intercambios culturales en el siglo XX.[17][18]

- A diferencia de otros carnavales latinoamericanos, el panameño se distingue por tener “culecos”, desfiles diurnos donde camiones cisterna lanzan agua al público en medio de las celebraciones, una tradición que ha sido replicada parcialmente en festivales de verano en países con diáspora panameña.[19]

- El Carnaval de Panamá ha servido de inspiración para eventos culturales panameños en ciudades como Nueva York, donde comunidades migrantes celebran con murgas, polleras y desfiles que replican la estructura del carnaval nacional.[20]

- El uso de disfraces tradicionales como el Diablo Sucio y la Reina del Carnaval ha influido en festivales multiculturales en América Central, donde algunas comunidades adoptan personajes similares como parte de sus propias celebraciones.[21]

## Fechas futuras del carnaval
Calendario estimado del Carnaval panameño hasta 2030:
- 2023: 18 de febrero al 21 de febrero
- 2024: 10 de febrero al 13 de febrero
- 2025: 1 de marzo al 4 de marzo
- 2026: 14 de febrero al 17 de febrero
- 2027: 6 de febrero al 9 de febrero
- 2028: 26 de febrero al 29 de febrero
- 2029: 10 de febrero al 13 de febrero
- 2030: 2 de marzo al 5 de marzo